# ممر بهلر
ممرّ بهلر هي رواية من تأليف الكاتب والروائيّ المصريّ علاء فرغلي صدرت في 24 يناير 2022 عن دار ديوان للنشر والتوزيع بالقاهرة، وشاركت في فعاليّات الدورة الثالثة والخمسين بمعرض القاهرة الدوليّ للكتاب.
أثارت الرواية الكثير من الجدل في مصر بعدما أصدرت الهيئة المصريّة للرقابة على المُصنّفات المطبوعة قرارًا بمنع نشرها، وسحبت النُسخ المطبوعة منها والمعروضة بمعرض القاهرة الدوليّ للكتاب بعد ساعة واحدة من تواجُدها بالمعرض ممّا أثار موجة عارمة من الغضب في الأوساط الأدبيّة وأوساط المُثقّفين.

## عنوان الرواية
استوحى الكاتب علاء فرغلي عنوان الرواية من إحدى مناطق القاهرة، فممرّ بِهلر هو ممرّ تجاريّ يقع بمنطقة وسط البلد الشهيرة بمدينة القاهرة، ويربط بين شارع قصر النيل وشارع طلعت حرب، وقد شهد الممرّ عمليّات تطوير قامت بها مُحافظة القاهرة بالتنسيق مع اللجنة القومية لتطوير وحماية القاهرة التاريخية، وتم تحويله في عام 2018 إلى مركز للفعاليّات الثقتفيّة. استمدّ ممرّ بهلر اسمه من اسم عمارة بهلر التي كانت مملوكة لتشارلز بهلر الذي وُلد في سويسرا عام 1868 قبل أن يجيء إلى لمصر عام 1885 ويعمل في الشركة المصريّة للفنادق، ويتدرّج في المناصب حتى يصبح مديرا لعدد من أشهر فنادق القاهرة آنذاك مثل فنق شبيرد. تُطلّ عمارة بهلر على كل من شارع قصر النيل وشارع طلعت حرب، وهي واحدة من المباني التجاريّة والسكنية العريقة التي يعود أصول بنائها إلى عصر القاهرة الخديويّة، فقد أنشأها المعمارى الفرنسى ليو نافليان في الفترة ما بين عامي 1927 و1929، وهي مبنيّة على طراز الأرت ديكو ذو الطابع الغربيّ. تتكون عمارة بهلر من ستة أبنيّة شبه منفصلة ولكل منها مدخل خاص بها، وتحتوي نحو 130 شقة فاخرة تتنوّع ما بين الشُقق السكنيّة والمكاتب التجارية، ويحتلّ الطابق الأرضى من العمارة عدد من المحلّلات التجاريّة ذات الطابع الباريسيّ، وعددها حوالي 72 محلا.

## قرار منع النشر
صدرت رواية ممر بهلر للروائيّ المصري علاء فرغلي في 24 يناير 2022 عن دار ديوان للنشر والتوزيع. كانت الدار قد طبعت الرواية في إحدى مطابع المنطقة الحُرّة بمصر، وهي المنطقة الاقتصادية التي تُعامل فيها الكتب باعتبارها إصدارات أجنبيّة، وتخضع جميع الكُتب والمجلّات والصُحف الأجنبيّة الصادرة من خارج مصر لقوانين تقضي بأن تُعرض مثل هذه الكتب والمنشورات على الهيئة المصريّة للرقابة على المطبوعات للحصول على الموافقة بالنشر، ومن ثمّ عوملت رواية ممرّ بِهلر بنفس النمط فعُرضت على هيئة الرقابة على المطبوعات فمنعت نشر الرواية، وكان من المُفترض أن تُشارك الرواية ضمن أحدث إصدارات الدار في معرض القاهرة الدوليّ للكتاب في دورته الثالثة والخمسين والتي كان من المُقرّر لها أن تُقام في الفترة بدءًا من يوم 26 يناير (كانون الثاني) وحتّى 7 فبراير (شباط) 2022. فأفرجت هيئة الرقابة على المطبوعات في 2 فبراير 2022 عن 40 نُسخة فقط من نُسخ رواية ممرّ بهلر، وسمحت لها بالمُشاركة في فعاليّات معرض القاهرة الدولي للكتاب قبل يومين فقط من انتهائها، ثُمّ عادت الهيئة بعد ذلك لتُقرّر وقف تداول الرواية وسحب النُسخ المُتبقّية منها بالمعرض بعد ساعة واحدة من قرار الإفراج السابق عنها بدعوى أنّ إجراءات الموافقة على النشر لم تُستكمل بعد.